# Helicteres lanata
Helicteres lanata är en malvaväxtart som först beskrevs av Teysm. och Binn., och fick sitt nu gällande namn av Wilhelm Sulpiz Kurz. Helicteres lanata ingår i släktet Helicteres och familjen malvaväxter. Inga underarter finns listade i Catalogue of Life.